# Angropromet Niš
Angropromet Niš (code BELEX : ANPN) est une entreprise serbe qui a son siège social à Niš. Elle travaille dans le secteur de la distribution.

## Histoire
Angropromet Niš a été admise au marché non régulé de la Bourse de Belgrade le 1er octobre 2008 ; elle en a été exclue le 20 novembre 2012 et a été admise au marché réglementé ; elle a été exclue du marché réglementé le 30 janvier 2013.

## Données boursières
Le 30 janvier 2013, lors de sa dernière cotation, l'action de Angropromet Niš valait 620 RSD (5,54 EUR),. Elle a connu son cours le plus élevé, soit 1 950 RSD (17,44 EUR), le 9 octobre 2008 et son cours le plus bas, soit 400 RSD (3,57 EUR), le 1er décembre 2010.